# Les Enquêtes d'Agatha
Les Enquêtes d'Agatha (Agathe kann's nicht lassen) (traduction littéraire « Agathe n'peut pas s'en empêcher ») est une série télévisée allemande et autrichienne en cinq épisodes de 90 minutes diffusée du 27 octobre 2005 au 4 janvier 2007 respectivement sur Das Erste et l'ORF.
Ruth Drexel joue une dame en s'inspirant d'un roman d'Agatha Christie, Miss Marple. Le titre de la série est tiré du film Il ne peut pas s'en empêcher, de Heinz Rühmann.
En France, la série a été diffusée à partir du 9 novembre 2008 sur France 3. Elle reste inédite dans les autres pays francophones.

## Intrigue
Le personnage principal Agathe Heiland résout des affaires avec l'aide de son ami, l'étourdi Cornelius Stingermann (Hans-Peter Korff), dans la petite ville fictive de Mooskirch et ses alentours (c'est le chef-lieu de Dachau qui a servi de lieu de tournage), affaires que l'inspecteur-chef Krefeld (interprété par Maximilien Krückl, également scénariste de la série) échoue à résoudre.

## Distribution
- Ruth Drexel : Agathe Heiland
- Hans Peter Korff : Cornelius Stingermann
- Maximilian Krückl (de) : Kommissar Krefeld
- Barbara Bauer (de) : Fräulein Buchecker
- Martin Walch : Postbote

## Liste des épisodes

### Première saison (2005)
- Meurtre au monastère (Mord im Kloster) (première diffusion 27 octobre 2005)
- Tout ou Rien (Alles oder nichts) (3 novembre 2005)

### Deuxième saison (2006-2007)
- Les Morts du hangar à bateaux (Die Tote im Bootshaus) (21 décembre 2006)
- Meurtre avec handicap (Mord mit Handicap) (30 décembre 2006)
- Un piège mortel (Das Mörderspiel) (4 janvier 2007)